# Kornhöfstadt
Kornhöfstadt (fränkisch: Koanoschdi) ist ein Gemeindeteil der Stadt Scheinfeld im Landkreis Neustadt an der Aisch-Bad Windsheim (Mittelfranken, Bayern). Die Gemarkung Kornhöfstadt hat eine Fläche von 6,784 km². Sie ist in 620 Flurstücke aufgeteilt, die eine durchschnittliche Flurstücksfläche von 10941,79 m² haben. In ihr liegt neben dem namensgebenden Ort der Gemeindeteil Neuses.

## Lage
Das Pfarrdorf liegt auf freier Flur. Durch den Ort fließt die Steinach, ein Zufluss der Aisch. Ihre beiden Quellen befinden sich im westlich gelegenen Schwarzenberger Wald. In der Ortsmitte liegen der Dorfweiher und direkt angrenzend die ehemaligen Kornhöfe, ein zusammenhängender Gebäudekomplex, zum Teil aus dem 17. Jahrhundert, der sich von den anderen Gebäuden deutlich abhebt. 
Naturräumlich befindet es sich im Steigerwald.
Die Kreisstraße NEA 13 führt nach Frankfurt zur Staatsstraße 2417 (1,5 km südöstlich) bzw. zur Staatsstraße 2261 (1,5 km südwestlich). Eine Gemeindeverbindungsstraße führt nach Neuses (2 km nördlich).
Die Bayerische Uraufnahme zeigt Kornhöfstadt in den 1810er Jahren mit 40 Herdstellen rund um die Kirche in der Ortsmitte und den Weiher.

## Geschichte
Im Jahr 1339 wurde der Ort als „Kurnhofstet“ erstmals erwähnt. Das Bestimmungswort des Ortsnamens ist ‚kürne‘ (mhd. für Mühle). Laut dieser Urkunde übergaben die Casteller Grafen dem Kloster Ebrach auf Bitten des Ortsadels eine Hofstätte. Ab dem Jahr 1415, mit Erkinger von Seinsheim, erwarben die Schwarzenberger nach und nach die einzelnen Anwesen. Im Jahr 1448 kauften sie auch das Schloss, das im heutigen Dorfweiher gelegen haben soll. Nach ihrer Vertreibung aus Stübach, Roßbach und Obersteinbach ließen sich um 1462 die Grafen von Abenberg in Kornhöfstadt nieder. Im Bauernkrieg 1525 zwangen die Aufständischen die Schwarzenberger Vasallen, ihr Schloss selbst zu zerstören („Jörg der Junge“ wurde von den Bauern nach Neustadt verschleppt und konnte sein Leben nur die Zusicherung, das „Schloß Kornhöftädt“ abzureißen, retten). Es wurde wieder aufgebaut; wann es endgültig aufgegeben wurde, ist nicht bekannt.
Im Jahre 1806 kam Kornhöfstadt zum Königreich Bayern. Im Rahmen des Gemeindeedikts wurde der Steuerdistrikt Kornhöfstadt gebildet.  Zu diesem gehörten Dorfmühle, Neuses und Zeisenbronn. Wenig später entstand die Ruralgemeinde Kornhöfstadt mit den Orten Birkach, Dorfmühle und Neuses. Sie war in Verwaltung und Gerichtsbarkeit dem Herrschaftsgericht Schwarzenberg zugeordnet und in der Finanzverwaltung dem Rentamt Scheinfeld, nach dessen Auflösung im Jahr 1818 dem Rentamt Iphofen. In den 1830er Jahren war Birkach Bestandteil der Gemeinde Frankfurt. 1852 kam Kornhöfstadt an das Landgericht Scheinfeld. Für die Verwaltung war ab 1862 das Bezirksamt Scheinfeld (1939 in Landkreis Scheinfeld umbenannt) und für die Finanzverwaltung ab 1879 das Rentamt Markt Bibart zuständig (1919–1929: Finanzamt Markt Bibart, von 1929 bis 1972: Finanzamt Neustadt an der Aisch, seit 1972: Finanzamt Uffenheim). Die Gerichtsbarkeit blieb bis 1879 beim Landgericht Scheinfeld, von 1880 bis 1973 war das Amtsgericht Scheinfeld zuständig, seitdem ist es das Amtsgericht Neustadt an der Aisch. 1964 hatte die Gemeinde eine Gebietsfläche von 8,951 km². Am 31. Dezember 1971 wurde die Gemeinde im Zuge der Gebietsreform aufgelöst: Kornhöfstadt und Neuses wurden nach Scheinfeld eingemeindet, Birkach nach Markt Taschendorf.

### Baudenkmäler
In Kornhöfstadt gibt es fünf Baudenkmäler:
- Haus Nr. 61, 83 und 84 (die sogenannten „Kornhöfe“): Wirtschaftshof, ehemaliges Ökonomiegebäude, Marstall und Wohnhaus
- Haus Nr. 97: Pfarrhaus
- Haus Nr. 98: Katholische Kuratiekirche St. Margaretha
- Bildstock
- Marter

ehemalige Baudenkmäler
- Haus Nr. 7: Erdgeschossiges Wohnstallhaus mit Giebel zur Straße. Verputzter Massivbau von drei zu fünf Achsen, mit geknickten Eckpilastern aus glatten Sandsteinquadern. Über hölzernem profiliertem Traufgesims Satteldach mit Hopfenladen und zwei stehenden Gaupen darunter. An der Holztreppe innen bezeichnet „J[ohann] W[emdinger] / 1833“.[17]
- Haus Nr. 13: Erdgeschossiges Giebelhaus von drei zu fünf Achsen, mit hohem Sockelgeschoss gegen den Hang gebaut. Zweigeschossiger Fachwerkgiebel mit profiliertem Kehlbalken, geschweiften Andreaskreuzen und gekurvten Kopfstreben, erste Hälfte des 18. Jahrhunderts. Im 19. Jahrhundert massiv unterzogen und verputzt sowie mit Eckvorlagen aus Quadern verstärkt.[17]
- Haus Nr. 36: Erdgeschossiges verputztes Wohnstallhaus von drei zu sechs Achsen, mit quaderverstärkten Ecken. Im Türsturz bezeichnet „18 Peter Prünner 50“. Im Hof Backofen, aus Bruchsteinen gemauert, mit Satteldach, korbbogig gewölbter Vorraum. Jenseits des Hofes gelegener Keller mit Tonnengewölbe aus Bruchstein; rundbogiger Eingang mit Hausteinrahmen.[17]

### Bodendenkmäler
In der Gemarkung Kornhöfstadt gibt es fünf Bodendenkmäler.

### Einwohnerentwicklung
Gemeinde Kornhöfstadt
| Jahr      | 1818   | 1840   | 1852   | 1855   | 1861   | 1867   | 1871   | 1875   | 1880   | 1885   | 1890   | 1895   | 1900   | 1905   | 1910   | 1919   | 1925   | 1933   | 1939   | 1946   | 1950   | 1952   | 1961   | 1970   |
| Einwohner | 399    | 436    | 433    | 451    | 475    | 491    | 474    | 490    | 480    | 492    | 449    | 442    | 439    | 422    | 445    | 431    | 436    | 437    | 405    | 500    | 467    | 453    | 388    | 382    |
| Häuser    | 64     | 71     |        |        |        |        | 83     |        |        | 84     | 83     |        | 85     |        |        |        | 80     |        |        |        | 80     |        | 81     |        |
| Quelle    | [ 10 ] | [ 19 ] | [ 20 ] | [ 20 ] | [ 21 ] | [ 22 ] | [ 23 ] | [ 24 ] | [ 25 ] | [ 26 ] | [ 27 ] | [ 20 ] | [ 28 ] | [ 20 ] | [ 29 ] | [ 20 ] | [ 30 ] | [ 20 ] | [ 20 ] | [ 20 ] | [ 31 ] | [ 20 ] | [ 13 ] | [ 32 ] |

Ort Kornhöfstadt
| Jahr      | 001818 | 001836 | 001840 | 001861 | 001871 | 001885 | 001900 | 001925 | 001950 | 001961 | 001970 | 001987 | 002014 |
| Einwohner | *236   | *237   | *251   | 283    | *284   | *316   | 291    | 282    | 332    | 278    | 265    | 280    | 235    |
| Häuser    | *35    | *42    | *44    |        |        | *53    | 53     | 53     | 53     | 50     |        | 75     |        |
| Quelle    | [ 10 ] | [ 12 ] | [ 19 ] | [ 21 ] | [ 23 ] | [ 26 ] | [ 28 ] | [ 30 ] | [ 31 ] | [ 13 ] | [ 32 ] | [ 33 ] | [ 1 ]  |

## Religion
Kornhöfstadt ist römisch-katholisch geprägt und war ursprünglich nach Mariä Himmelfahrt (Scheinfeld) gepfarrt. Seit 1931 ist die Kuratie St. Margaretha (Kornhöfstadt) zuständig. Die ursprüngliche Kirche, in der Nähe der Kornhöfe gelegen, wurde im 14. Jahrhundert erwähnt. Für 1628 ist dort ein Neubau als Saalkirche überliefert, dieser wurde 1958 abgebrochen – ein Gedenkstein erinnert daran. Die heutige katholische Kuratiekirche St. Margaretha im neoromanischen Stil wurde 1933 eingeweiht. Sie liegt nördlich des Altortes.